# Кузнецкий уезд (Саратовская губерния)
Кузнецкий уезд — административно-территориальная единица Саратовской губернии, существовавшая в 1780—1928 годах. Уездный город — Кузнецк.

## Географическое положение
Уезд располагался на севере Саратовской губернии, граничил с Пензенской и Симбирской губерниями. Площадь уезда составляла в 1897 году 4 627,5 верст² (5 266 км²), в 1926 году — 7 738 км².

## История
Уезд образован в 1780 году в составе Саратовского наместничества в результате реформы Екатерины Великой. С декабря 1796 по март 1797 — в составе Пензенской губернии. Подробные исследования уезда провёл в конце XIX века краевед Ф. Ф. Чекалин.
В 1923 году в состав уезда переданы 8 волостей упразднённого Хвалынского уезда.
В 1928 году Кузнецкий уезд был упразднён, его территория вошла в состав вновь образованного Кузнецкого округа Средне-Волжской области (позднее Средневолжского края).

## Население
По данным переписи 1897 года в уезде проживало 178 356 чел. В городе Кузнецке проживало 20 473 чел.
По итогам всесоюзной переписи населения 1926 года население уезда составило 320 642 человек, из них городское — 34 450 человек.

### Языковой состав
Родной язык населения Кузнецкого уезда по данным переписи 1897 года:
| Язык                      | Численность, чел. | Доля     |
| ------------------------- | ----------------- | -------- |
| Русский («великорусский») | 110 232           | 61,80 %  |
| Татарский                 | 35 344            | 19,82 %  |
| Мордовский                | 28 602            | 16,04 %  |
| Чувашский                 | 3 930             | 2,20 %   |
| Другие                    | 248               | 0,14 %   |
| Итого                     | 178 356           | 100,00 % |

## Административное деление
В 1890 году в состав уезда входило 13 волостей:
| № п/п | Волость          | Волостное правление | Число селений | Население |
| ----- | ---------------- | ------------------- | ------------- | --------- |
| 1     | Анненковская     | с. Анненково        | 12            | 11247     |
| 2     | Дубровская       | с. Нижняя Дубровка  | 8             | 10115     |
| 3     | Евлашевская      | с. Евлашево         | 20            | 12591     |
| 4     | Камешкирская     | с. Русский Камешкир | 12            | 11541     |
| 5     | Кунчеровская     | с. Кунчерово        | 10            | 13850     |
| 6     | Наскафтымская    | с. Наскафтым        | 10            | 11666     |
| 7     | Неверкинская     | с. Неверкино        | 18            | 9463      |
| 8     | Никольская       | с. Никольское       | 13            | 12006     |
| 9     | Планская         | с. План             | 11            | 9509      |
| 10    | Старо-Чирчимская | с. Старый Чирчим    | 6             | 8086      |
| 11    | Сюзюмская        | с. Сюзюм            | 10            | 10828     |
| 12    | Чаадаевская      | с. Чаадаевка        | 11            | 9260      |
| 13    | Шемышейская      | с. Шемышейка        | 4             | 8675      |

## Известные уроженцы
- Неклюдов, Николай Адрианович (1840—1896) — русский криминалист, обер-прокурор Уголовного кассационного департамента Правительствующего сената.